# Cá thu Triều Tiên
Cá thu Triều Tiên (tên khoa học Scomberomorus koreanus) là một loài cá thuộc họ Cá thu ngừ.
Loài cá này phân bố ở từ bờ biển phía tây của Ấn Độ và Sri Lanka đến Sumatra (Indonesia), Singapore, Trung Quốc, bán đảo Triều Tiên và Biển Nhật Bản.